# UPF (規格)
UPF（Universal PlatForm）は、AAMT（アジア太平洋機械翻訳協会）が策定した翻訳ソフトの対訳ユーザー辞書の標準仕様。国内のいくつかの翻訳ソフト製品で採用されている。その後、2009年に、後継仕様であるUTXが策定された。